# Ivo Nelson de Caires Batista Rosa
Ivo Nelson de Caires Batista Rosa (17 september 1966) is een Portugees rechter. Na een vijftiental jaren in eigen land te hebben gewerkt als rechter, ging hij in het kader van een juridisch ontwikkelingsprogramma van de Verenigde Naties enkele jaren naar Oost-Timor en enkele maanden naar Guinee-Bissau om rechters op te leiden. Sinds 2012 is hij een van de rechters van het Internationaal Residumechanisme voor Straftribunalen, dat lopende zaken afhandelt van het Rwanda-tribunaal en het Joegoslavië-tribunaal.

## Levensloop
Nelson de Caires Batista Rosa studeerde vanaf 1985 rechten aan de Universiteit van Coimbra en behaalde daar in 1990 zijn licentiaat. In hetzelfde jaar was hij juridisch adviseur voor de stadsraad van Funchal. Hierna bracht hij een stagejaar door bij een advocatengenootschap in Lissabon en had daarna nog twee jaar stage voor de vorming tot rechter bij het Centrum voor Juridische Studies, eveneens in Lissabon. Vanaf 1993 was hij rechter voor straf, burger- en familiezaken en sindsdien was hij tot 2006 rechter op deze gebieden bij verschillende rechtbanken in Funchal en Lissabon.
Vervolgens ging hij in het kader van een juridisch ontwikkelingsprogramma van de Verenigde Naties naar Oost-Timor en was daar van 2006 tot 2008 rechter voor straf-, burger-, familie- en bestuurszaken aan verschillende rechtbanken. Daarnaast was hij de eerste twee jaar mentor van zeven lokale rechters van de rechtbank van Dili en vervolgens tien maanden voor vijf rechters in de tweede opleidingsfase.
Sinds maart 2009 is hij terug in Portugal als strafrechter. Tussendoor ging hij nog wel van augustus tot september 2009 naar Guinee-Bissau voor het mentorschap van een strafrechter in het programma van de PAOSED. Naast zijn eigen betrekking als rechter traint hij sinds 2010 vanuit Portugal zelf nog af ten toe andere rechters uit Oost-Timor en Guinee-Bissau.
In 2012 werd hij ernaast, samen met Graciela Gatti uit Uruguay, beëdigd tot de laatste twee van de vijfentwintig rechters van het nieuw-opgezette Internationale Residumechanisme voor Straftribunalen, om op oproepbasis lopende zaken af te handelen van het Rwanda-tribunaal en het Joegoslavië-tribunaal.